# Acanalonia parva
Acanalonia parva är en insektsart som beskrevs av Doering 1932. Acanalonia parva ingår i släktet Acanalonia och familjen Acanaloniidae. Inga underarter finns listade i Catalogue of Life.